# TEPPEN STAR
「TEPPEN STAR」（テッペン・スター）はhitomiの35枚目のシングル。2013年12月18日に発売された。

## 概要
- 前作「生まれてくれてありがとう/Smile World」以来、2年ぶりのシングルリリース。「CDのみ（通常盤）」、「CD+DVD」の2形態で発売。
- 2011年からインディーズとして活動していたが、本作はavex entertainmentより発売、実質エイベックスに復帰となった。

## 収録曲
- CD

1. TEPPEN STAR
  - 作詞：藤林聖子 / 作曲：JIN、junchi、鳴瀬シュウヘイ / 編曲：JIN
  - 東映配給映画『仮面ライダー×仮面ライダー 鎧武&ウィザード 天下分け目の戦国MOVIE大合戦』主題歌
2. TEPPEN STAR (instrumental)
3. TEPPEN STAR (fazerock remix)　
  - 編曲：fazerock

- DVD

1. TEPPEN STAR (music video)